# Sarobides rufescens
Sarobides rufescens är en fjärilsart som beskrevs av Moore 1877. Sarobides rufescens ingår i släktet Sarobides och familjen nattflyn. Inga underarter finns listade.